# Catawba
Catawba-folket (også benævnt Issa eller Esaw, men oftest Iswa) er et folk, der er anerkendt som sådan af USA's centralregering under navnet Catawba Indian Nation. De bor i det sydøstlige USA langs grænsen mellem North- og South Carolina. Catawba'erne blev engang betragtet som en af de mest magtfulde blandt de østlige siouxstammer. De indledte deres bosættelse i området midt i det 17. århundrede, men det debatteres, hvor catawbafolket boede før europæernes bosættelse, selv om det er almindelig antaget, at de kom fra egnene omkring og sydøst for De store søer.
Da de mest levede af agerbrug, var catawba'erne venligt sindede over for de første europæiske kolonister. Derimod lå de i næsten konstant krig med irokeserne, shawneeerne, delawarerne, cherokeerne og andre folk i Ohiodalen.
Trods deres ringe antal, deltog catawbaer i den amerikanske befrielseskrig sammen med andre amerikanske oprørere i kampe mod briterne bl.a. i Slaget ved Guilford Court House. Selv om man værdsatte deres bidrag til oprøret i South Carolina, fortsatte deres antal og landområde med at svinde ind, mens nybyggerne rykkede ind mellem dem.
Selv om folket bestod af ca. 5.000 personer, der boede i North- og South Carolina før oprøret mod briterne, svækkede konstant krig og børnekopper i et omfang, så de blev nødt til at udleje dele af deres reservat i 1826 og resten i 1840. North Carolina afviste at tildele dem land, men South Carolina stillede 800 acres (3.2 km²) til rådighed. Her bor catawbafolket i dag.
I 2006 var der ca. 2.600 catawba'er tilbage. De fleste bor i South Carolina, men der er små grupper i Oklahoma, Colorado og andre stater. Catawba statsreservatet, der ligger i York County, South Carolina, havde en befolkning på 124 (i 1990). Catawba-sproget, som man nu er ved at genoplive, er en del af Sioux-Catawba sprogfamilien.
Folket blev officielt anerkendt af staten North Carolina i 1993. Det hovedkvarter ligger i Rock Hill, South Carolina.
Folkets navn indgår i Catawba River, Catawba County, Catawba College og Rhododendron catawbiense.

## Note
1. ↑  Clay Hound: Catawba History
2. ↑  Access Genealogy: South Carolina Indian Tribes
3. ↑  William C. Sturtevant: Siouan Languages in the East i American Anthropologist, New Series, Vol. 60, No. 4 (Aug., 1958), pp. 738-743